# 小塚昌彦
小塚 昌彦（こづか まさひこ、1929年 - ）は日本のタイプデザインディレクター、書体設計家。東京都出身。毎日新聞書体の改刻に従事し、小塚明朝・小塚ゴシックの制作を指揮した。戦後日本の活字書体の形態、電胎活字、ベントン活字、写真植字、デジタルフォントのすべてについて関わってきた経験を有する。

## 略歴
1929年、東京に生まれる。太平洋戦争中は学徒動員により機械工員として働く。戦後に帰京。
1947年、毎日新聞社に入社。金属活字の鋳造を担当し、その後ベントン母型彫刻機用の原図制作でチーフを務めるなど、主に手書きによる活字書体の開発に携わる。1970年以降、毎日新聞CTS導入後はデジタルフォントの設計開発を担当する。1979年 愛知県立芸術大学の非常勤講師に就任（1997年まで）。1984年に毎日新聞社を定年退職する。
1985年、モリサワのタイプデザインディレクターに就任し、リュウミンや新ゴなど、主要書体の開発に従事する。
1992年、アドビ システムズ（現アドビ）の日本語タイプディレクターに就任、日本語デジタルフォントの開発に従事。1997年に小塚明朝、2001年に小塚ゴシックを発表。2001年12月、アドビとの契約が終了。
2003年、蝋型電胎法の再現を試みる「本木昌造・活字復元プロジェクト」に参加。印刷博物館 開館三周年記念企画展「活字文明開化——本木昌造が開いた未来」図録（凸版印刷株式会社 印刷博物館、2003年）84ページ「諏訪神社収蔵種字による活字母型制作の技術再現プロジェクト」を執筆。
2007年、第6回佐藤敬之輔賞（日本タイポグラフィ協会）を個人受賞。

## 制作に携わった書体
- 毎日新聞明朝
- 毎日新聞ゴシック
- ピコ・カジュアル36
- マリ-MU
- リュウミン
- 新ゴ（発表当時の名称は「新ゴシック」）
- 小塚明朝
- 小塚ゴシック
  - アドビシステムズでの主な開発メンバー
    - 鈴木功（AXIS Font、ドライバーズフォント、TP明朝など。現タイププロジェクト代表）
    - 西塚涼子（りょう、かづらき、貂明朝、源ノ角ゴシック、源ノ明朝など、アドビ在籍）

## 著書
- 『ぼくのつくった書体の話 : 活字と写植、そして小塚書体のデザイン』（2013年12月、グラフィック社）ISBN 978-4766125627

## 論文
- 「東南アジアのタイポグラフィ事情」 『印刷雑誌』63巻5号 印刷学会出版部 1980年 35-41ページ
- 「毎日新聞社の拡大文字 (新聞用文字の拡大とデザイン)」 『印刷雑誌』66巻8号 印刷学会出版部 1983年 9-15ページ
- 「コンピュータ時代の文字デザイン--国際タイポグラフィ協会のワーキングセミナーから」 『印刷雑誌』66巻11号 印刷学会出版部 1983年 53-57ページ

## 参考資料
- 下川正晴「ひと 小塚昌彦さん 活字書体作り半世紀、「小塚明朝」を創作」 『毎日新聞』2002年2月17日東京朝刊、2面、2ページ
- 「毎日新聞の文字が大きくなります（その2） 大きな文字、目にやさしく」 『毎日新聞』2007年10月12日東京朝刊、特集面、16ページ
- 雪朱里『文字をつくる 9人の書体デザイナー』（誠文堂新光社、2010年6月） ISBN 4416810385（著者がインタビューした書体デザイナーの1人として登場）